# کترین تایزارد
کترین تایزارد (به انگلیسی: Catherine Tizard)؛ زادهٔ ۴ آوریل ۱۹۳۱ – درگذشتهٔ ۳۱ اکتبر ۲۰۲۱) یک سیاست‌مدار اهل نیوزلند بود.
کترین تایزارد در ۳۱ اکتبر ۲۰۲۱، بعد از یک دوره طولانی بیماری در سن ۹۰ سالگی درگذشت.